# Picasa
Picasa là một tiện ích trưng bày và quản lý hình ảnh kỹ thuật số trên máy tính hiện đã ngừng hỗ trợ. Nó được cung cấp bởi Google sau khi công ty này mua Picasa, Inc. từ Idealab.
Vào ngày 12 tháng 2 năm 2016, Google thông báo đã ngừng hỗ trợ Picasa Desktop và Anbom Web, có hiệu lực từ ngày 15 tháng 3 năm 2016 và tập trung vào Google Photos dựa trên đám mây làm người kế nhiệm. Anbum Web Picasa, một dịch vụ đồng hành, đã bị đóng vào ngày 1 tháng 5 năm 2016.

## Chức năng
Picasa được xem là dễ sử dụng, có nhiều dụng cụ để sửa đổi hình ảnh như cải tiến màu, khử mắt đỏ, sắp xếp hình thành album, v.v.
Bên cạnh đó, nó còn có một số tính năng nổi bật như nhận diện khuôn mặt, đồng bộ dữ liệu với album trực tuyến, đánh dấu vị trí ảnh trên bản đồ (sử dụng dịch vụ Google Maps). Picasa hỗ trợ 40 ngôn ngữ, trong đó có tiếng Việt.
Để sử dụng được dịch vụ dịch vụ Picasa, người dùng phải đăng ký một tài khoản Gmail (hay còn gọi là Google Mail).